# Американо-індійська тема
Американо-індійська тема — тема в шаховій композиції. Суть теми — біла лінійна фігура «А», роблячи вздовж своєї лінії хід, стає в засідку за однотипною чорною фігурою «В». Фігура «В» робить аналогічний по довжині хід в протилежному напрямку при цьому блокує поле біля чорного короля, і фігура «А» використовуючи засідку матує.

## Історія
Ідея розроблялась шаховими композиторами в кінці ХІХ століття.
Біла лінійна фігура «А» робить хід, стаючи в засідку за однотипною фігурою чорних «В», а наступним ходом ця чорна фігура робить однакової довжини хід по паралельній лінії в протилежному напрямку і блокує поле біля свого короля. Використовуючи засідку і блокування, білі оголошують мат чорному королю фігурою «A».
Ідея дістала назву — американо-індійська тема.
|   | a | b | c | d | e | f | g | h |   |
| 8 | c8 чорна тура · d8 чорна тура · b7 білий ферзь · f7 чорний пішак · h7 білий слон · a6 чорний пішак · a5 чорний пішак · f5 білий кінь · c4 чорний король · d3 білий кінь · e3 біла тура · a2 чорний слон · e2 чорний пішак · a1 білий слон · e1 білий король | c8 чорна тура · d8 чорна тура · b7 білий ферзь · f7 чорний пішак · h7 білий слон · a6 чорний пішак · a5 чорний пішак · f5 білий кінь · c4 чорний король · d3 білий кінь · e3 біла тура · a2 чорний слон · e2 чорний пішак · a1 білий слон · e1 білий король | c8 чорна тура · d8 чорна тура · b7 білий ферзь · f7 чорний пішак · h7 білий слон · a6 чорний пішак · a5 чорний пішак · f5 білий кінь · c4 чорний король · d3 білий кінь · e3 біла тура · a2 чорний слон · e2 чорний пішак · a1 білий слон · e1 білий король | c8 чорна тура · d8 чорна тура · b7 білий ферзь · f7 чорний пішак · h7 білий слон · a6 чорний пішак · a5 чорний пішак · f5 білий кінь · c4 чорний король · d3 білий кінь · e3 біла тура · a2 чорний слон · e2 чорний пішак · a1 білий слон · e1 білий король | c8 чорна тура · d8 чорна тура · b7 білий ферзь · f7 чорний пішак · h7 білий слон · a6 чорний пішак · a5 чорний пішак · f5 білий кінь · c4 чорний король · d3 білий кінь · e3 біла тура · a2 чорний слон · e2 чорний пішак · a1 білий слон · e1 білий король | c8 чорна тура · d8 чорна тура · b7 білий ферзь · f7 чорний пішак · h7 білий слон · a6 чорний пішак · a5 чорний пішак · f5 білий кінь · c4 чорний король · d3 білий кінь · e3 біла тура · a2 чорний слон · e2 чорний пішак · a1 білий слон · e1 білий король | c8 чорна тура · d8 чорна тура · b7 білий ферзь · f7 чорний пішак · h7 білий слон · a6 чорний пішак · a5 чорний пішак · f5 білий кінь · c4 чорний король · d3 білий кінь · e3 біла тура · a2 чорний слон · e2 чорний пішак · a1 білий слон · e1 білий король | c8 чорна тура · d8 чорна тура · b7 білий ферзь · f7 чорний пішак · h7 білий слон · a6 чорний пішак · a5 чорний пішак · f5 білий кінь · c4 чорний король · d3 білий кінь · e3 біла тура · a2 чорний слон · e2 чорний пішак · a1 білий слон · e1 білий король | 8 |
| 7 | c8 чорна тура · d8 чорна тура · b7 білий ферзь · f7 чорний пішак · h7 білий слон · a6 чорний пішак · a5 чорний пішак · f5 білий кінь · c4 чорний король · d3 білий кінь · e3 біла тура · a2 чорний слон · e2 чорний пішак · a1 білий слон · e1 білий король | c8 чорна тура · d8 чорна тура · b7 білий ферзь · f7 чорний пішак · h7 білий слон · a6 чорний пішак · a5 чорний пішак · f5 білий кінь · c4 чорний король · d3 білий кінь · e3 біла тура · a2 чорний слон · e2 чорний пішак · a1 білий слон · e1 білий король | c8 чорна тура · d8 чорна тура · b7 білий ферзь · f7 чорний пішак · h7 білий слон · a6 чорний пішак · a5 чорний пішак · f5 білий кінь · c4 чорний король · d3 білий кінь · e3 біла тура · a2 чорний слон · e2 чорний пішак · a1 білий слон · e1 білий король | c8 чорна тура · d8 чорна тура · b7 білий ферзь · f7 чорний пішак · h7 білий слон · a6 чорний пішак · a5 чорний пішак · f5 білий кінь · c4 чорний король · d3 білий кінь · e3 біла тура · a2 чорний слон · e2 чорний пішак · a1 білий слон · e1 білий король | c8 чорна тура · d8 чорна тура · b7 білий ферзь · f7 чорний пішак · h7 білий слон · a6 чорний пішак · a5 чорний пішак · f5 білий кінь · c4 чорний король · d3 білий кінь · e3 біла тура · a2 чорний слон · e2 чорний пішак · a1 білий слон · e1 білий король | c8 чорна тура · d8 чорна тура · b7 білий ферзь · f7 чорний пішак · h7 білий слон · a6 чорний пішак · a5 чорний пішак · f5 білий кінь · c4 чорний король · d3 білий кінь · e3 біла тура · a2 чорний слон · e2 чорний пішак · a1 білий слон · e1 білий король | c8 чорна тура · d8 чорна тура · b7 білий ферзь · f7 чорний пішак · h7 білий слон · a6 чорний пішак · a5 чорний пішак · f5 білий кінь · c4 чорний король · d3 білий кінь · e3 біла тура · a2 чорний слон · e2 чорний пішак · a1 білий слон · e1 білий король | c8 чорна тура · d8 чорна тура · b7 білий ферзь · f7 чорний пішак · h7 білий слон · a6 чорний пішак · a5 чорний пішак · f5 білий кінь · c4 чорний король · d3 білий кінь · e3 біла тура · a2 чорний слон · e2 чорний пішак · a1 білий слон · e1 білий король | 7 |
| 6 | c8 чорна тура · d8 чорна тура · b7 білий ферзь · f7 чорний пішак · h7 білий слон · a6 чорний пішак · a5 чорний пішак · f5 білий кінь · c4 чорний король · d3 білий кінь · e3 біла тура · a2 чорний слон · e2 чорний пішак · a1 білий слон · e1 білий король | c8 чорна тура · d8 чорна тура · b7 білий ферзь · f7 чорний пішак · h7 білий слон · a6 чорний пішак · a5 чорний пішак · f5 білий кінь · c4 чорний король · d3 білий кінь · e3 біла тура · a2 чорний слон · e2 чорний пішак · a1 білий слон · e1 білий король | c8 чорна тура · d8 чорна тура · b7 білий ферзь · f7 чорний пішак · h7 білий слон · a6 чорний пішак · a5 чорний пішак · f5 білий кінь · c4 чорний король · d3 білий кінь · e3 біла тура · a2 чорний слон · e2 чорний пішак · a1 білий слон · e1 білий король | c8 чорна тура · d8 чорна тура · b7 білий ферзь · f7 чорний пішак · h7 білий слон · a6 чорний пішак · a5 чорний пішак · f5 білий кінь · c4 чорний король · d3 білий кінь · e3 біла тура · a2 чорний слон · e2 чорний пішак · a1 білий слон · e1 білий король | c8 чорна тура · d8 чорна тура · b7 білий ферзь · f7 чорний пішак · h7 білий слон · a6 чорний пішак · a5 чорний пішак · f5 білий кінь · c4 чорний король · d3 білий кінь · e3 біла тура · a2 чорний слон · e2 чорний пішак · a1 білий слон · e1 білий король | c8 чорна тура · d8 чорна тура · b7 білий ферзь · f7 чорний пішак · h7 білий слон · a6 чорний пішак · a5 чорний пішак · f5 білий кінь · c4 чорний король · d3 білий кінь · e3 біла тура · a2 чорний слон · e2 чорний пішак · a1 білий слон · e1 білий король | c8 чорна тура · d8 чорна тура · b7 білий ферзь · f7 чорний пішак · h7 білий слон · a6 чорний пішак · a5 чорний пішак · f5 білий кінь · c4 чорний король · d3 білий кінь · e3 біла тура · a2 чорний слон · e2 чорний пішак · a1 білий слон · e1 білий король | c8 чорна тура · d8 чорна тура · b7 білий ферзь · f7 чорний пішак · h7 білий слон · a6 чорний пішак · a5 чорний пішак · f5 білий кінь · c4 чорний король · d3 білий кінь · e3 біла тура · a2 чорний слон · e2 чорний пішак · a1 білий слон · e1 білий король | 6 |
| 5 | c8 чорна тура · d8 чорна тура · b7 білий ферзь · f7 чорний пішак · h7 білий слон · a6 чорний пішак · a5 чорний пішак · f5 білий кінь · c4 чорний король · d3 білий кінь · e3 біла тура · a2 чорний слон · e2 чорний пішак · a1 білий слон · e1 білий король | c8 чорна тура · d8 чорна тура · b7 білий ферзь · f7 чорний пішак · h7 білий слон · a6 чорний пішак · a5 чорний пішак · f5 білий кінь · c4 чорний король · d3 білий кінь · e3 біла тура · a2 чорний слон · e2 чорний пішак · a1 білий слон · e1 білий король | c8 чорна тура · d8 чорна тура · b7 білий ферзь · f7 чорний пішак · h7 білий слон · a6 чорний пішак · a5 чорний пішак · f5 білий кінь · c4 чорний король · d3 білий кінь · e3 біла тура · a2 чорний слон · e2 чорний пішак · a1 білий слон · e1 білий король | c8 чорна тура · d8 чорна тура · b7 білий ферзь · f7 чорний пішак · h7 білий слон · a6 чорний пішак · a5 чорний пішак · f5 білий кінь · c4 чорний король · d3 білий кінь · e3 біла тура · a2 чорний слон · e2 чорний пішак · a1 білий слон · e1 білий король | c8 чорна тура · d8 чорна тура · b7 білий ферзь · f7 чорний пішак · h7 білий слон · a6 чорний пішак · a5 чорний пішак · f5 білий кінь · c4 чорний король · d3 білий кінь · e3 біла тура · a2 чорний слон · e2 чорний пішак · a1 білий слон · e1 білий король | c8 чорна тура · d8 чорна тура · b7 білий ферзь · f7 чорний пішак · h7 білий слон · a6 чорний пішак · a5 чорний пішак · f5 білий кінь · c4 чорний король · d3 білий кінь · e3 біла тура · a2 чорний слон · e2 чорний пішак · a1 білий слон · e1 білий король | c8 чорна тура · d8 чорна тура · b7 білий ферзь · f7 чорний пішак · h7 білий слон · a6 чорний пішак · a5 чорний пішак · f5 білий кінь · c4 чорний король · d3 білий кінь · e3 біла тура · a2 чорний слон · e2 чорний пішак · a1 білий слон · e1 білий король | c8 чорна тура · d8 чорна тура · b7 білий ферзь · f7 чорний пішак · h7 білий слон · a6 чорний пішак · a5 чорний пішак · f5 білий кінь · c4 чорний король · d3 білий кінь · e3 біла тура · a2 чорний слон · e2 чорний пішак · a1 білий слон · e1 білий король | 5 |
| 4 | c8 чорна тура · d8 чорна тура · b7 білий ферзь · f7 чорний пішак · h7 білий слон · a6 чорний пішак · a5 чорний пішак · f5 білий кінь · c4 чорний король · d3 білий кінь · e3 біла тура · a2 чорний слон · e2 чорний пішак · a1 білий слон · e1 білий король | c8 чорна тура · d8 чорна тура · b7 білий ферзь · f7 чорний пішак · h7 білий слон · a6 чорний пішак · a5 чорний пішак · f5 білий кінь · c4 чорний король · d3 білий кінь · e3 біла тура · a2 чорний слон · e2 чорний пішак · a1 білий слон · e1 білий король | c8 чорна тура · d8 чорна тура · b7 білий ферзь · f7 чорний пішак · h7 білий слон · a6 чорний пішак · a5 чорний пішак · f5 білий кінь · c4 чорний король · d3 білий кінь · e3 біла тура · a2 чорний слон · e2 чорний пішак · a1 білий слон · e1 білий король | c8 чорна тура · d8 чорна тура · b7 білий ферзь · f7 чорний пішак · h7 білий слон · a6 чорний пішак · a5 чорний пішак · f5 білий кінь · c4 чорний король · d3 білий кінь · e3 біла тура · a2 чорний слон · e2 чорний пішак · a1 білий слон · e1 білий король | c8 чорна тура · d8 чорна тура · b7 білий ферзь · f7 чорний пішак · h7 білий слон · a6 чорний пішак · a5 чорний пішак · f5 білий кінь · c4 чорний король · d3 білий кінь · e3 біла тура · a2 чорний слон · e2 чорний пішак · a1 білий слон · e1 білий король | c8 чорна тура · d8 чорна тура · b7 білий ферзь · f7 чорний пішак · h7 білий слон · a6 чорний пішак · a5 чорний пішак · f5 білий кінь · c4 чорний король · d3 білий кінь · e3 біла тура · a2 чорний слон · e2 чорний пішак · a1 білий слон · e1 білий король | c8 чорна тура · d8 чорна тура · b7 білий ферзь · f7 чорний пішак · h7 білий слон · a6 чорний пішак · a5 чорний пішак · f5 білий кінь · c4 чорний король · d3 білий кінь · e3 біла тура · a2 чорний слон · e2 чорний пішак · a1 білий слон · e1 білий король | c8 чорна тура · d8 чорна тура · b7 білий ферзь · f7 чорний пішак · h7 білий слон · a6 чорний пішак · a5 чорний пішак · f5 білий кінь · c4 чорний король · d3 білий кінь · e3 біла тура · a2 чорний слон · e2 чорний пішак · a1 білий слон · e1 білий король | 4 |
| 3 | c8 чорна тура · d8 чорна тура · b7 білий ферзь · f7 чорний пішак · h7 білий слон · a6 чорний пішак · a5 чорний пішак · f5 білий кінь · c4 чорний король · d3 білий кінь · e3 біла тура · a2 чорний слон · e2 чорний пішак · a1 білий слон · e1 білий король | c8 чорна тура · d8 чорна тура · b7 білий ферзь · f7 чорний пішак · h7 білий слон · a6 чорний пішак · a5 чорний пішак · f5 білий кінь · c4 чорний король · d3 білий кінь · e3 біла тура · a2 чорний слон · e2 чорний пішак · a1 білий слон · e1 білий король | c8 чорна тура · d8 чорна тура · b7 білий ферзь · f7 чорний пішак · h7 білий слон · a6 чорний пішак · a5 чорний пішак · f5 білий кінь · c4 чорний король · d3 білий кінь · e3 біла тура · a2 чорний слон · e2 чорний пішак · a1 білий слон · e1 білий король | c8 чорна тура · d8 чорна тура · b7 білий ферзь · f7 чорний пішак · h7 білий слон · a6 чорний пішак · a5 чорний пішак · f5 білий кінь · c4 чорний король · d3 білий кінь · e3 біла тура · a2 чорний слон · e2 чорний пішак · a1 білий слон · e1 білий король | c8 чорна тура · d8 чорна тура · b7 білий ферзь · f7 чорний пішак · h7 білий слон · a6 чорний пішак · a5 чорний пішак · f5 білий кінь · c4 чорний король · d3 білий кінь · e3 біла тура · a2 чорний слон · e2 чорний пішак · a1 білий слон · e1 білий король | c8 чорна тура · d8 чорна тура · b7 білий ферзь · f7 чорний пішак · h7 білий слон · a6 чорний пішак · a5 чорний пішак · f5 білий кінь · c4 чорний король · d3 білий кінь · e3 біла тура · a2 чорний слон · e2 чорний пішак · a1 білий слон · e1 білий король | c8 чорна тура · d8 чорна тура · b7 білий ферзь · f7 чорний пішак · h7 білий слон · a6 чорний пішак · a5 чорний пішак · f5 білий кінь · c4 чорний король · d3 білий кінь · e3 біла тура · a2 чорний слон · e2 чорний пішак · a1 білий слон · e1 білий король | c8 чорна тура · d8 чорна тура · b7 білий ферзь · f7 чорний пішак · h7 білий слон · a6 чорний пішак · a5 чорний пішак · f5 білий кінь · c4 чорний король · d3 білий кінь · e3 біла тура · a2 чорний слон · e2 чорний пішак · a1 білий слон · e1 білий король | 3 |
| 2 | c8 чорна тура · d8 чорна тура · b7 білий ферзь · f7 чорний пішак · h7 білий слон · a6 чорний пішак · a5 чорний пішак · f5 білий кінь · c4 чорний король · d3 білий кінь · e3 біла тура · a2 чорний слон · e2 чорний пішак · a1 білий слон · e1 білий король | c8 чорна тура · d8 чорна тура · b7 білий ферзь · f7 чорний пішак · h7 білий слон · a6 чорний пішак · a5 чорний пішак · f5 білий кінь · c4 чорний король · d3 білий кінь · e3 біла тура · a2 чорний слон · e2 чорний пішак · a1 білий слон · e1 білий король | c8 чорна тура · d8 чорна тура · b7 білий ферзь · f7 чорний пішак · h7 білий слон · a6 чорний пішак · a5 чорний пішак · f5 білий кінь · c4 чорний король · d3 білий кінь · e3 біла тура · a2 чорний слон · e2 чорний пішак · a1 білий слон · e1 білий король | c8 чорна тура · d8 чорна тура · b7 білий ферзь · f7 чорний пішак · h7 білий слон · a6 чорний пішак · a5 чорний пішак · f5 білий кінь · c4 чорний король · d3 білий кінь · e3 біла тура · a2 чорний слон · e2 чорний пішак · a1 білий слон · e1 білий король | c8 чорна тура · d8 чорна тура · b7 білий ферзь · f7 чорний пішак · h7 білий слон · a6 чорний пішак · a5 чорний пішак · f5 білий кінь · c4 чорний король · d3 білий кінь · e3 біла тура · a2 чорний слон · e2 чорний пішак · a1 білий слон · e1 білий король | c8 чорна тура · d8 чорна тура · b7 білий ферзь · f7 чорний пішак · h7 білий слон · a6 чорний пішак · a5 чорний пішак · f5 білий кінь · c4 чорний король · d3 білий кінь · e3 біла тура · a2 чорний слон · e2 чорний пішак · a1 білий слон · e1 білий король | c8 чорна тура · d8 чорна тура · b7 білий ферзь · f7 чорний пішак · h7 білий слон · a6 чорний пішак · a5 чорний пішак · f5 білий кінь · c4 чорний король · d3 білий кінь · e3 біла тура · a2 чорний слон · e2 чорний пішак · a1 білий слон · e1 білий король | c8 чорна тура · d8 чорна тура · b7 білий ферзь · f7 чорний пішак · h7 білий слон · a6 чорний пішак · a5 чорний пішак · f5 білий кінь · c4 чорний король · d3 білий кінь · e3 біла тура · a2 чорний слон · e2 чорний пішак · a1 білий слон · e1 білий король | 2 |
| 1 | c8 чорна тура · d8 чорна тура · b7 білий ферзь · f7 чорний пішак · h7 білий слон · a6 чорний пішак · a5 чорний пішак · f5 білий кінь · c4 чорний король · d3 білий кінь · e3 біла тура · a2 чорний слон · e2 чорний пішак · a1 білий слон · e1 білий король | c8 чорна тура · d8 чорна тура · b7 білий ферзь · f7 чорний пішак · h7 білий слон · a6 чорний пішак · a5 чорний пішак · f5 білий кінь · c4 чорний король · d3 білий кінь · e3 біла тура · a2 чорний слон · e2 чорний пішак · a1 білий слон · e1 білий король | c8 чорна тура · d8 чорна тура · b7 білий ферзь · f7 чорний пішак · h7 білий слон · a6 чорний пішак · a5 чорний пішак · f5 білий кінь · c4 чорний король · d3 білий кінь · e3 біла тура · a2 чорний слон · e2 чорний пішак · a1 білий слон · e1 білий король | c8 чорна тура · d8 чорна тура · b7 білий ферзь · f7 чорний пішак · h7 білий слон · a6 чорний пішак · a5 чорний пішак · f5 білий кінь · c4 чорний король · d3 білий кінь · e3 біла тура · a2 чорний слон · e2 чорний пішак · a1 білий слон · e1 білий король | c8 чорна тура · d8 чорна тура · b7 білий ферзь · f7 чорний пішак · h7 білий слон · a6 чорний пішак · a5 чорний пішак · f5 білий кінь · c4 чорний король · d3 білий кінь · e3 біла тура · a2 чорний слон · e2 чорний пішак · a1 білий слон · e1 білий король | c8 чорна тура · d8 чорна тура · b7 білий ферзь · f7 чорний пішак · h7 білий слон · a6 чорний пішак · a5 чорний пішак · f5 білий кінь · c4 чорний король · d3 білий кінь · e3 біла тура · a2 чорний слон · e2 чорний пішак · a1 білий слон · e1 білий король | c8 чорна тура · d8 чорна тура · b7 білий ферзь · f7 чорний пішак · h7 білий слон · a6 чорний пішак · a5 чорний пішак · f5 білий кінь · c4 чорний король · d3 білий кінь · e3 біла тура · a2 чорний слон · e2 чорний пішак · a1 білий слон · e1 білий король | c8 чорна тура · d8 чорна тура · b7 білий ферзь · f7 чорний пішак · h7 білий слон · a6 чорний пішак · a5 чорний пішак · f5 білий кінь · c4 чорний король · d3 білий кінь · e3 біла тура · a2 чорний слон · e2 чорний пішак · a1 білий слон · e1 білий король | 1 |
|   | a | b | c | d | e | f | g | h |   |

FEN: 2rr4/1Q3p1B/p7/p4N2/2k5/3NR3/b3p3/B3K3

1. Re8! ~ 2. Se3#
1. ... Rxd3 2. Rxc8#
- — - — - — -
1. ... Rxe8 2. Sd6#
1. ... Kxd3 2. Qe4#

Біла тура робить по вертикалі довгий хід на поле «е8», виникає певна загроза і чорна тура, захищаючись від загрози, робить паралельний хід в протилежному напрямку такої ж довжини, як робила біла тура, ще й блокує поле біля чорного короля. Як виявилося, біла тура роблячи вступний хід, стала в засідку за чорну туру і тепер після її відходу атакує поле «с8» і оголошує чорному королю мат.
|   | a | b | c | d | e | f | g | h |   |
| 8 | b7 чорний кінь · d7 білий кінь · e7 білий слон · f7 білий пішак · h7 білий король · f6 біла тура · g6 чорний пішак · h6 чорний кінь · a5 чорна тура · f5 білий слон · a4 чорна тура · f4 чорний король · h4 чорний пішак · e3 чорний пішак · g2 білий ферзь · h1 білий кінь | b7 чорний кінь · d7 білий кінь · e7 білий слон · f7 білий пішак · h7 білий король · f6 біла тура · g6 чорний пішак · h6 чорний кінь · a5 чорна тура · f5 білий слон · a4 чорна тура · f4 чорний король · h4 чорний пішак · e3 чорний пішак · g2 білий ферзь · h1 білий кінь | b7 чорний кінь · d7 білий кінь · e7 білий слон · f7 білий пішак · h7 білий король · f6 біла тура · g6 чорний пішак · h6 чорний кінь · a5 чорна тура · f5 білий слон · a4 чорна тура · f4 чорний король · h4 чорний пішак · e3 чорний пішак · g2 білий ферзь · h1 білий кінь | b7 чорний кінь · d7 білий кінь · e7 білий слон · f7 білий пішак · h7 білий король · f6 біла тура · g6 чорний пішак · h6 чорний кінь · a5 чорна тура · f5 білий слон · a4 чорна тура · f4 чорний король · h4 чорний пішак · e3 чорний пішак · g2 білий ферзь · h1 білий кінь | b7 чорний кінь · d7 білий кінь · e7 білий слон · f7 білий пішак · h7 білий король · f6 біла тура · g6 чорний пішак · h6 чорний кінь · a5 чорна тура · f5 білий слон · a4 чорна тура · f4 чорний король · h4 чорний пішак · e3 чорний пішак · g2 білий ферзь · h1 білий кінь | b7 чорний кінь · d7 білий кінь · e7 білий слон · f7 білий пішак · h7 білий король · f6 біла тура · g6 чорний пішак · h6 чорний кінь · a5 чорна тура · f5 білий слон · a4 чорна тура · f4 чорний король · h4 чорний пішак · e3 чорний пішак · g2 білий ферзь · h1 білий кінь | b7 чорний кінь · d7 білий кінь · e7 білий слон · f7 білий пішак · h7 білий король · f6 біла тура · g6 чорний пішак · h6 чорний кінь · a5 чорна тура · f5 білий слон · a4 чорна тура · f4 чорний король · h4 чорний пішак · e3 чорний пішак · g2 білий ферзь · h1 білий кінь | b7 чорний кінь · d7 білий кінь · e7 білий слон · f7 білий пішак · h7 білий король · f6 біла тура · g6 чорний пішак · h6 чорний кінь · a5 чорна тура · f5 білий слон · a4 чорна тура · f4 чорний король · h4 чорний пішак · e3 чорний пішак · g2 білий ферзь · h1 білий кінь | 8 |
| 7 | b7 чорний кінь · d7 білий кінь · e7 білий слон · f7 білий пішак · h7 білий король · f6 біла тура · g6 чорний пішак · h6 чорний кінь · a5 чорна тура · f5 білий слон · a4 чорна тура · f4 чорний король · h4 чорний пішак · e3 чорний пішак · g2 білий ферзь · h1 білий кінь | b7 чорний кінь · d7 білий кінь · e7 білий слон · f7 білий пішак · h7 білий король · f6 біла тура · g6 чорний пішак · h6 чорний кінь · a5 чорна тура · f5 білий слон · a4 чорна тура · f4 чорний король · h4 чорний пішак · e3 чорний пішак · g2 білий ферзь · h1 білий кінь | b7 чорний кінь · d7 білий кінь · e7 білий слон · f7 білий пішак · h7 білий король · f6 біла тура · g6 чорний пішак · h6 чорний кінь · a5 чорна тура · f5 білий слон · a4 чорна тура · f4 чорний король · h4 чорний пішак · e3 чорний пішак · g2 білий ферзь · h1 білий кінь | b7 чорний кінь · d7 білий кінь · e7 білий слон · f7 білий пішак · h7 білий король · f6 біла тура · g6 чорний пішак · h6 чорний кінь · a5 чорна тура · f5 білий слон · a4 чорна тура · f4 чорний король · h4 чорний пішак · e3 чорний пішак · g2 білий ферзь · h1 білий кінь | b7 чорний кінь · d7 білий кінь · e7 білий слон · f7 білий пішак · h7 білий король · f6 біла тура · g6 чорний пішак · h6 чорний кінь · a5 чорна тура · f5 білий слон · a4 чорна тура · f4 чорний король · h4 чорний пішак · e3 чорний пішак · g2 білий ферзь · h1 білий кінь | b7 чорний кінь · d7 білий кінь · e7 білий слон · f7 білий пішак · h7 білий король · f6 біла тура · g6 чорний пішак · h6 чорний кінь · a5 чорна тура · f5 білий слон · a4 чорна тура · f4 чорний король · h4 чорний пішак · e3 чорний пішак · g2 білий ферзь · h1 білий кінь | b7 чорний кінь · d7 білий кінь · e7 білий слон · f7 білий пішак · h7 білий король · f6 біла тура · g6 чорний пішак · h6 чорний кінь · a5 чорна тура · f5 білий слон · a4 чорна тура · f4 чорний король · h4 чорний пішак · e3 чорний пішак · g2 білий ферзь · h1 білий кінь | b7 чорний кінь · d7 білий кінь · e7 білий слон · f7 білий пішак · h7 білий король · f6 біла тура · g6 чорний пішак · h6 чорний кінь · a5 чорна тура · f5 білий слон · a4 чорна тура · f4 чорний король · h4 чорний пішак · e3 чорний пішак · g2 білий ферзь · h1 білий кінь | 7 |
| 6 | b7 чорний кінь · d7 білий кінь · e7 білий слон · f7 білий пішак · h7 білий король · f6 біла тура · g6 чорний пішак · h6 чорний кінь · a5 чорна тура · f5 білий слон · a4 чорна тура · f4 чорний король · h4 чорний пішак · e3 чорний пішак · g2 білий ферзь · h1 білий кінь | b7 чорний кінь · d7 білий кінь · e7 білий слон · f7 білий пішак · h7 білий король · f6 біла тура · g6 чорний пішак · h6 чорний кінь · a5 чорна тура · f5 білий слон · a4 чорна тура · f4 чорний король · h4 чорний пішак · e3 чорний пішак · g2 білий ферзь · h1 білий кінь | b7 чорний кінь · d7 білий кінь · e7 білий слон · f7 білий пішак · h7 білий король · f6 біла тура · g6 чорний пішак · h6 чорний кінь · a5 чорна тура · f5 білий слон · a4 чорна тура · f4 чорний король · h4 чорний пішак · e3 чорний пішак · g2 білий ферзь · h1 білий кінь | b7 чорний кінь · d7 білий кінь · e7 білий слон · f7 білий пішак · h7 білий король · f6 біла тура · g6 чорний пішак · h6 чорний кінь · a5 чорна тура · f5 білий слон · a4 чорна тура · f4 чорний король · h4 чорний пішак · e3 чорний пішак · g2 білий ферзь · h1 білий кінь | b7 чорний кінь · d7 білий кінь · e7 білий слон · f7 білий пішак · h7 білий король · f6 біла тура · g6 чорний пішак · h6 чорний кінь · a5 чорна тура · f5 білий слон · a4 чорна тура · f4 чорний король · h4 чорний пішак · e3 чорний пішак · g2 білий ферзь · h1 білий кінь | b7 чорний кінь · d7 білий кінь · e7 білий слон · f7 білий пішак · h7 білий король · f6 біла тура · g6 чорний пішак · h6 чорний кінь · a5 чорна тура · f5 білий слон · a4 чорна тура · f4 чорний король · h4 чорний пішак · e3 чорний пішак · g2 білий ферзь · h1 білий кінь | b7 чорний кінь · d7 білий кінь · e7 білий слон · f7 білий пішак · h7 білий король · f6 біла тура · g6 чорний пішак · h6 чорний кінь · a5 чорна тура · f5 білий слон · a4 чорна тура · f4 чорний король · h4 чорний пішак · e3 чорний пішак · g2 білий ферзь · h1 білий кінь | b7 чорний кінь · d7 білий кінь · e7 білий слон · f7 білий пішак · h7 білий король · f6 біла тура · g6 чорний пішак · h6 чорний кінь · a5 чорна тура · f5 білий слон · a4 чорна тура · f4 чорний король · h4 чорний пішак · e3 чорний пішак · g2 білий ферзь · h1 білий кінь | 6 |
| 5 | b7 чорний кінь · d7 білий кінь · e7 білий слон · f7 білий пішак · h7 білий король · f6 біла тура · g6 чорний пішак · h6 чорний кінь · a5 чорна тура · f5 білий слон · a4 чорна тура · f4 чорний король · h4 чорний пішак · e3 чорний пішак · g2 білий ферзь · h1 білий кінь | b7 чорний кінь · d7 білий кінь · e7 білий слон · f7 білий пішак · h7 білий король · f6 біла тура · g6 чорний пішак · h6 чорний кінь · a5 чорна тура · f5 білий слон · a4 чорна тура · f4 чорний король · h4 чорний пішак · e3 чорний пішак · g2 білий ферзь · h1 білий кінь | b7 чорний кінь · d7 білий кінь · e7 білий слон · f7 білий пішак · h7 білий король · f6 біла тура · g6 чорний пішак · h6 чорний кінь · a5 чорна тура · f5 білий слон · a4 чорна тура · f4 чорний король · h4 чорний пішак · e3 чорний пішак · g2 білий ферзь · h1 білий кінь | b7 чорний кінь · d7 білий кінь · e7 білий слон · f7 білий пішак · h7 білий король · f6 біла тура · g6 чорний пішак · h6 чорний кінь · a5 чорна тура · f5 білий слон · a4 чорна тура · f4 чорний король · h4 чорний пішак · e3 чорний пішак · g2 білий ферзь · h1 білий кінь | b7 чорний кінь · d7 білий кінь · e7 білий слон · f7 білий пішак · h7 білий король · f6 біла тура · g6 чорний пішак · h6 чорний кінь · a5 чорна тура · f5 білий слон · a4 чорна тура · f4 чорний король · h4 чорний пішак · e3 чорний пішак · g2 білий ферзь · h1 білий кінь | b7 чорний кінь · d7 білий кінь · e7 білий слон · f7 білий пішак · h7 білий король · f6 біла тура · g6 чорний пішак · h6 чорний кінь · a5 чорна тура · f5 білий слон · a4 чорна тура · f4 чорний король · h4 чорний пішак · e3 чорний пішак · g2 білий ферзь · h1 білий кінь | b7 чорний кінь · d7 білий кінь · e7 білий слон · f7 білий пішак · h7 білий король · f6 біла тура · g6 чорний пішак · h6 чорний кінь · a5 чорна тура · f5 білий слон · a4 чорна тура · f4 чорний король · h4 чорний пішак · e3 чорний пішак · g2 білий ферзь · h1 білий кінь | b7 чорний кінь · d7 білий кінь · e7 білий слон · f7 білий пішак · h7 білий король · f6 біла тура · g6 чорний пішак · h6 чорний кінь · a5 чорна тура · f5 білий слон · a4 чорна тура · f4 чорний король · h4 чорний пішак · e3 чорний пішак · g2 білий ферзь · h1 білий кінь | 5 |
| 4 | b7 чорний кінь · d7 білий кінь · e7 білий слон · f7 білий пішак · h7 білий король · f6 біла тура · g6 чорний пішак · h6 чорний кінь · a5 чорна тура · f5 білий слон · a4 чорна тура · f4 чорний король · h4 чорний пішак · e3 чорний пішак · g2 білий ферзь · h1 білий кінь | b7 чорний кінь · d7 білий кінь · e7 білий слон · f7 білий пішак · h7 білий король · f6 біла тура · g6 чорний пішак · h6 чорний кінь · a5 чорна тура · f5 білий слон · a4 чорна тура · f4 чорний король · h4 чорний пішак · e3 чорний пішак · g2 білий ферзь · h1 білий кінь | b7 чорний кінь · d7 білий кінь · e7 білий слон · f7 білий пішак · h7 білий король · f6 біла тура · g6 чорний пішак · h6 чорний кінь · a5 чорна тура · f5 білий слон · a4 чорна тура · f4 чорний король · h4 чорний пішак · e3 чорний пішак · g2 білий ферзь · h1 білий кінь | b7 чорний кінь · d7 білий кінь · e7 білий слон · f7 білий пішак · h7 білий король · f6 біла тура · g6 чорний пішак · h6 чорний кінь · a5 чорна тура · f5 білий слон · a4 чорна тура · f4 чорний король · h4 чорний пішак · e3 чорний пішак · g2 білий ферзь · h1 білий кінь | b7 чорний кінь · d7 білий кінь · e7 білий слон · f7 білий пішак · h7 білий король · f6 біла тура · g6 чорний пішак · h6 чорний кінь · a5 чорна тура · f5 білий слон · a4 чорна тура · f4 чорний король · h4 чорний пішак · e3 чорний пішак · g2 білий ферзь · h1 білий кінь | b7 чорний кінь · d7 білий кінь · e7 білий слон · f7 білий пішак · h7 білий король · f6 біла тура · g6 чорний пішак · h6 чорний кінь · a5 чорна тура · f5 білий слон · a4 чорна тура · f4 чорний король · h4 чорний пішак · e3 чорний пішак · g2 білий ферзь · h1 білий кінь | b7 чорний кінь · d7 білий кінь · e7 білий слон · f7 білий пішак · h7 білий король · f6 біла тура · g6 чорний пішак · h6 чорний кінь · a5 чорна тура · f5 білий слон · a4 чорна тура · f4 чорний король · h4 чорний пішак · e3 чорний пішак · g2 білий ферзь · h1 білий кінь | b7 чорний кінь · d7 білий кінь · e7 білий слон · f7 білий пішак · h7 білий король · f6 біла тура · g6 чорний пішак · h6 чорний кінь · a5 чорна тура · f5 білий слон · a4 чорна тура · f4 чорний король · h4 чорний пішак · e3 чорний пішак · g2 білий ферзь · h1 білий кінь | 4 |
| 3 | b7 чорний кінь · d7 білий кінь · e7 білий слон · f7 білий пішак · h7 білий король · f6 біла тура · g6 чорний пішак · h6 чорний кінь · a5 чорна тура · f5 білий слон · a4 чорна тура · f4 чорний король · h4 чорний пішак · e3 чорний пішак · g2 білий ферзь · h1 білий кінь | b7 чорний кінь · d7 білий кінь · e7 білий слон · f7 білий пішак · h7 білий король · f6 біла тура · g6 чорний пішак · h6 чорний кінь · a5 чорна тура · f5 білий слон · a4 чорна тура · f4 чорний король · h4 чорний пішак · e3 чорний пішак · g2 білий ферзь · h1 білий кінь | b7 чорний кінь · d7 білий кінь · e7 білий слон · f7 білий пішак · h7 білий король · f6 біла тура · g6 чорний пішак · h6 чорний кінь · a5 чорна тура · f5 білий слон · a4 чорна тура · f4 чорний король · h4 чорний пішак · e3 чорний пішак · g2 білий ферзь · h1 білий кінь | b7 чорний кінь · d7 білий кінь · e7 білий слон · f7 білий пішак · h7 білий король · f6 біла тура · g6 чорний пішак · h6 чорний кінь · a5 чорна тура · f5 білий слон · a4 чорна тура · f4 чорний король · h4 чорний пішак · e3 чорний пішак · g2 білий ферзь · h1 білий кінь | b7 чорний кінь · d7 білий кінь · e7 білий слон · f7 білий пішак · h7 білий король · f6 біла тура · g6 чорний пішак · h6 чорний кінь · a5 чорна тура · f5 білий слон · a4 чорна тура · f4 чорний король · h4 чорний пішак · e3 чорний пішак · g2 білий ферзь · h1 білий кінь | b7 чорний кінь · d7 білий кінь · e7 білий слон · f7 білий пішак · h7 білий король · f6 біла тура · g6 чорний пішак · h6 чорний кінь · a5 чорна тура · f5 білий слон · a4 чорна тура · f4 чорний король · h4 чорний пішак · e3 чорний пішак · g2 білий ферзь · h1 білий кінь | b7 чорний кінь · d7 білий кінь · e7 білий слон · f7 білий пішак · h7 білий король · f6 біла тура · g6 чорний пішак · h6 чорний кінь · a5 чорна тура · f5 білий слон · a4 чорна тура · f4 чорний король · h4 чорний пішак · e3 чорний пішак · g2 білий ферзь · h1 білий кінь | b7 чорний кінь · d7 білий кінь · e7 білий слон · f7 білий пішак · h7 білий король · f6 біла тура · g6 чорний пішак · h6 чорний кінь · a5 чорна тура · f5 білий слон · a4 чорна тура · f4 чорний король · h4 чорний пішак · e3 чорний пішак · g2 білий ферзь · h1 білий кінь | 3 |
| 2 | b7 чорний кінь · d7 білий кінь · e7 білий слон · f7 білий пішак · h7 білий король · f6 біла тура · g6 чорний пішак · h6 чорний кінь · a5 чорна тура · f5 білий слон · a4 чорна тура · f4 чорний король · h4 чорний пішак · e3 чорний пішак · g2 білий ферзь · h1 білий кінь | b7 чорний кінь · d7 білий кінь · e7 білий слон · f7 білий пішак · h7 білий король · f6 біла тура · g6 чорний пішак · h6 чорний кінь · a5 чорна тура · f5 білий слон · a4 чорна тура · f4 чорний король · h4 чорний пішак · e3 чорний пішак · g2 білий ферзь · h1 білий кінь | b7 чорний кінь · d7 білий кінь · e7 білий слон · f7 білий пішак · h7 білий король · f6 біла тура · g6 чорний пішак · h6 чорний кінь · a5 чорна тура · f5 білий слон · a4 чорна тура · f4 чорний король · h4 чорний пішак · e3 чорний пішак · g2 білий ферзь · h1 білий кінь | b7 чорний кінь · d7 білий кінь · e7 білий слон · f7 білий пішак · h7 білий король · f6 біла тура · g6 чорний пішак · h6 чорний кінь · a5 чорна тура · f5 білий слон · a4 чорна тура · f4 чорний король · h4 чорний пішак · e3 чорний пішак · g2 білий ферзь · h1 білий кінь | b7 чорний кінь · d7 білий кінь · e7 білий слон · f7 білий пішак · h7 білий король · f6 біла тура · g6 чорний пішак · h6 чорний кінь · a5 чорна тура · f5 білий слон · a4 чорна тура · f4 чорний король · h4 чорний пішак · e3 чорний пішак · g2 білий ферзь · h1 білий кінь | b7 чорний кінь · d7 білий кінь · e7 білий слон · f7 білий пішак · h7 білий король · f6 біла тура · g6 чорний пішак · h6 чорний кінь · a5 чорна тура · f5 білий слон · a4 чорна тура · f4 чорний король · h4 чорний пішак · e3 чорний пішак · g2 білий ферзь · h1 білий кінь | b7 чорний кінь · d7 білий кінь · e7 білий слон · f7 білий пішак · h7 білий король · f6 біла тура · g6 чорний пішак · h6 чорний кінь · a5 чорна тура · f5 білий слон · a4 чорна тура · f4 чорний король · h4 чорний пішак · e3 чорний пішак · g2 білий ферзь · h1 білий кінь | b7 чорний кінь · d7 білий кінь · e7 білий слон · f7 білий пішак · h7 білий король · f6 біла тура · g6 чорний пішак · h6 чорний кінь · a5 чорна тура · f5 білий слон · a4 чорна тура · f4 чорний король · h4 чорний пішак · e3 чорний пішак · g2 білий ферзь · h1 білий кінь | 2 |
| 1 | b7 чорний кінь · d7 білий кінь · e7 білий слон · f7 білий пішак · h7 білий король · f6 біла тура · g6 чорний пішак · h6 чорний кінь · a5 чорна тура · f5 білий слон · a4 чорна тура · f4 чорний король · h4 чорний пішак · e3 чорний пішак · g2 білий ферзь · h1 білий кінь | b7 чорний кінь · d7 білий кінь · e7 білий слон · f7 білий пішак · h7 білий король · f6 біла тура · g6 чорний пішак · h6 чорний кінь · a5 чорна тура · f5 білий слон · a4 чорна тура · f4 чорний король · h4 чорний пішак · e3 чорний пішак · g2 білий ферзь · h1 білий кінь | b7 чорний кінь · d7 білий кінь · e7 білий слон · f7 білий пішак · h7 білий король · f6 біла тура · g6 чорний пішак · h6 чорний кінь · a5 чорна тура · f5 білий слон · a4 чорна тура · f4 чорний король · h4 чорний пішак · e3 чорний пішак · g2 білий ферзь · h1 білий кінь | b7 чорний кінь · d7 білий кінь · e7 білий слон · f7 білий пішак · h7 білий король · f6 біла тура · g6 чорний пішак · h6 чорний кінь · a5 чорна тура · f5 білий слон · a4 чорна тура · f4 чорний король · h4 чорний пішак · e3 чорний пішак · g2 білий ферзь · h1 білий кінь | b7 чорний кінь · d7 білий кінь · e7 білий слон · f7 білий пішак · h7 білий король · f6 біла тура · g6 чорний пішак · h6 чорний кінь · a5 чорна тура · f5 білий слон · a4 чорна тура · f4 чорний король · h4 чорний пішак · e3 чорний пішак · g2 білий ферзь · h1 білий кінь | b7 чорний кінь · d7 білий кінь · e7 білий слон · f7 білий пішак · h7 білий король · f6 біла тура · g6 чорний пішак · h6 чорний кінь · a5 чорна тура · f5 білий слон · a4 чорна тура · f4 чорний король · h4 чорний пішак · e3 чорний пішак · g2 білий ферзь · h1 білий кінь | b7 чорний кінь · d7 білий кінь · e7 білий слон · f7 білий пішак · h7 білий король · f6 біла тура · g6 чорний пішак · h6 чорний кінь · a5 чорна тура · f5 білий слон · a4 чорна тура · f4 чорний король · h4 чорний пішак · e3 чорний пішак · g2 білий ферзь · h1 білий кінь | b7 чорний кінь · d7 білий кінь · e7 білий слон · f7 білий пішак · h7 білий король · f6 біла тура · g6 чорний пішак · h6 чорний кінь · a5 чорна тура · f5 білий слон · a4 чорна тура · f4 чорний король · h4 чорний пішак · e3 чорний пішак · g2 білий ферзь · h1 білий кінь | 1 |
|   | a | b | c | d | e | f | g | h |   |

FEN: 8/1n1NBP1K/5Rpn/r4B2/r4k1p/4p3/6Q1/7N

1. Ra6! ~ 2. Qf1#
 1. ... Rxf5 2. Ra4#
|   | a | b | c | d | e | f | g | h |   |
| 8 | c6 білий слон · d6 білий ферзь · e6 чорний кінь · h5 чорний пішак · c4 білий кінь · e4 біла тура · g4 білий пішак · h4 білий пішак · f3 чорний король · c2 чорний слон · b1 чорний кінь · g1 білий король | c6 білий слон · d6 білий ферзь · e6 чорний кінь · h5 чорний пішак · c4 білий кінь · e4 біла тура · g4 білий пішак · h4 білий пішак · f3 чорний король · c2 чорний слон · b1 чорний кінь · g1 білий король | c6 білий слон · d6 білий ферзь · e6 чорний кінь · h5 чорний пішак · c4 білий кінь · e4 біла тура · g4 білий пішак · h4 білий пішак · f3 чорний король · c2 чорний слон · b1 чорний кінь · g1 білий король | c6 білий слон · d6 білий ферзь · e6 чорний кінь · h5 чорний пішак · c4 білий кінь · e4 біла тура · g4 білий пішак · h4 білий пішак · f3 чорний король · c2 чорний слон · b1 чорний кінь · g1 білий король | c6 білий слон · d6 білий ферзь · e6 чорний кінь · h5 чорний пішак · c4 білий кінь · e4 біла тура · g4 білий пішак · h4 білий пішак · f3 чорний король · c2 чорний слон · b1 чорний кінь · g1 білий король | c6 білий слон · d6 білий ферзь · e6 чорний кінь · h5 чорний пішак · c4 білий кінь · e4 біла тура · g4 білий пішак · h4 білий пішак · f3 чорний король · c2 чорний слон · b1 чорний кінь · g1 білий король | c6 білий слон · d6 білий ферзь · e6 чорний кінь · h5 чорний пішак · c4 білий кінь · e4 біла тура · g4 білий пішак · h4 білий пішак · f3 чорний король · c2 чорний слон · b1 чорний кінь · g1 білий король | c6 білий слон · d6 білий ферзь · e6 чорний кінь · h5 чорний пішак · c4 білий кінь · e4 біла тура · g4 білий пішак · h4 білий пішак · f3 чорний король · c2 чорний слон · b1 чорний кінь · g1 білий король | 8 |
| 7 | c6 білий слон · d6 білий ферзь · e6 чорний кінь · h5 чорний пішак · c4 білий кінь · e4 біла тура · g4 білий пішак · h4 білий пішак · f3 чорний король · c2 чорний слон · b1 чорний кінь · g1 білий король | c6 білий слон · d6 білий ферзь · e6 чорний кінь · h5 чорний пішак · c4 білий кінь · e4 біла тура · g4 білий пішак · h4 білий пішак · f3 чорний король · c2 чорний слон · b1 чорний кінь · g1 білий король | c6 білий слон · d6 білий ферзь · e6 чорний кінь · h5 чорний пішак · c4 білий кінь · e4 біла тура · g4 білий пішак · h4 білий пішак · f3 чорний король · c2 чорний слон · b1 чорний кінь · g1 білий король | c6 білий слон · d6 білий ферзь · e6 чорний кінь · h5 чорний пішак · c4 білий кінь · e4 біла тура · g4 білий пішак · h4 білий пішак · f3 чорний король · c2 чорний слон · b1 чорний кінь · g1 білий король | c6 білий слон · d6 білий ферзь · e6 чорний кінь · h5 чорний пішак · c4 білий кінь · e4 біла тура · g4 білий пішак · h4 білий пішак · f3 чорний король · c2 чорний слон · b1 чорний кінь · g1 білий король | c6 білий слон · d6 білий ферзь · e6 чорний кінь · h5 чорний пішак · c4 білий кінь · e4 біла тура · g4 білий пішак · h4 білий пішак · f3 чорний король · c2 чорний слон · b1 чорний кінь · g1 білий король | c6 білий слон · d6 білий ферзь · e6 чорний кінь · h5 чорний пішак · c4 білий кінь · e4 біла тура · g4 білий пішак · h4 білий пішак · f3 чорний король · c2 чорний слон · b1 чорний кінь · g1 білий король | c6 білий слон · d6 білий ферзь · e6 чорний кінь · h5 чорний пішак · c4 білий кінь · e4 біла тура · g4 білий пішак · h4 білий пішак · f3 чорний король · c2 чорний слон · b1 чорний кінь · g1 білий король | 7 |
| 6 | c6 білий слон · d6 білий ферзь · e6 чорний кінь · h5 чорний пішак · c4 білий кінь · e4 біла тура · g4 білий пішак · h4 білий пішак · f3 чорний король · c2 чорний слон · b1 чорний кінь · g1 білий король | c6 білий слон · d6 білий ферзь · e6 чорний кінь · h5 чорний пішак · c4 білий кінь · e4 біла тура · g4 білий пішак · h4 білий пішак · f3 чорний король · c2 чорний слон · b1 чорний кінь · g1 білий король | c6 білий слон · d6 білий ферзь · e6 чорний кінь · h5 чорний пішак · c4 білий кінь · e4 біла тура · g4 білий пішак · h4 білий пішак · f3 чорний король · c2 чорний слон · b1 чорний кінь · g1 білий король | c6 білий слон · d6 білий ферзь · e6 чорний кінь · h5 чорний пішак · c4 білий кінь · e4 біла тура · g4 білий пішак · h4 білий пішак · f3 чорний король · c2 чорний слон · b1 чорний кінь · g1 білий король | c6 білий слон · d6 білий ферзь · e6 чорний кінь · h5 чорний пішак · c4 білий кінь · e4 біла тура · g4 білий пішак · h4 білий пішак · f3 чорний король · c2 чорний слон · b1 чорний кінь · g1 білий король | c6 білий слон · d6 білий ферзь · e6 чорний кінь · h5 чорний пішак · c4 білий кінь · e4 біла тура · g4 білий пішак · h4 білий пішак · f3 чорний король · c2 чорний слон · b1 чорний кінь · g1 білий король | c6 білий слон · d6 білий ферзь · e6 чорний кінь · h5 чорний пішак · c4 білий кінь · e4 біла тура · g4 білий пішак · h4 білий пішак · f3 чорний король · c2 чорний слон · b1 чорний кінь · g1 білий король | c6 білий слон · d6 білий ферзь · e6 чорний кінь · h5 чорний пішак · c4 білий кінь · e4 біла тура · g4 білий пішак · h4 білий пішак · f3 чорний король · c2 чорний слон · b1 чорний кінь · g1 білий король | 6 |
| 5 | c6 білий слон · d6 білий ферзь · e6 чорний кінь · h5 чорний пішак · c4 білий кінь · e4 біла тура · g4 білий пішак · h4 білий пішак · f3 чорний король · c2 чорний слон · b1 чорний кінь · g1 білий король | c6 білий слон · d6 білий ферзь · e6 чорний кінь · h5 чорний пішак · c4 білий кінь · e4 біла тура · g4 білий пішак · h4 білий пішак · f3 чорний король · c2 чорний слон · b1 чорний кінь · g1 білий король | c6 білий слон · d6 білий ферзь · e6 чорний кінь · h5 чорний пішак · c4 білий кінь · e4 біла тура · g4 білий пішак · h4 білий пішак · f3 чорний король · c2 чорний слон · b1 чорний кінь · g1 білий король | c6 білий слон · d6 білий ферзь · e6 чорний кінь · h5 чорний пішак · c4 білий кінь · e4 біла тура · g4 білий пішак · h4 білий пішак · f3 чорний король · c2 чорний слон · b1 чорний кінь · g1 білий король | c6 білий слон · d6 білий ферзь · e6 чорний кінь · h5 чорний пішак · c4 білий кінь · e4 біла тура · g4 білий пішак · h4 білий пішак · f3 чорний король · c2 чорний слон · b1 чорний кінь · g1 білий король | c6 білий слон · d6 білий ферзь · e6 чорний кінь · h5 чорний пішак · c4 білий кінь · e4 біла тура · g4 білий пішак · h4 білий пішак · f3 чорний король · c2 чорний слон · b1 чорний кінь · g1 білий король | c6 білий слон · d6 білий ферзь · e6 чорний кінь · h5 чорний пішак · c4 білий кінь · e4 біла тура · g4 білий пішак · h4 білий пішак · f3 чорний король · c2 чорний слон · b1 чорний кінь · g1 білий король | c6 білий слон · d6 білий ферзь · e6 чорний кінь · h5 чорний пішак · c4 білий кінь · e4 біла тура · g4 білий пішак · h4 білий пішак · f3 чорний король · c2 чорний слон · b1 чорний кінь · g1 білий король | 5 |
| 4 | c6 білий слон · d6 білий ферзь · e6 чорний кінь · h5 чорний пішак · c4 білий кінь · e4 біла тура · g4 білий пішак · h4 білий пішак · f3 чорний король · c2 чорний слон · b1 чорний кінь · g1 білий король | c6 білий слон · d6 білий ферзь · e6 чорний кінь · h5 чорний пішак · c4 білий кінь · e4 біла тура · g4 білий пішак · h4 білий пішак · f3 чорний король · c2 чорний слон · b1 чорний кінь · g1 білий король | c6 білий слон · d6 білий ферзь · e6 чорний кінь · h5 чорний пішак · c4 білий кінь · e4 біла тура · g4 білий пішак · h4 білий пішак · f3 чорний король · c2 чорний слон · b1 чорний кінь · g1 білий король | c6 білий слон · d6 білий ферзь · e6 чорний кінь · h5 чорний пішак · c4 білий кінь · e4 біла тура · g4 білий пішак · h4 білий пішак · f3 чорний король · c2 чорний слон · b1 чорний кінь · g1 білий король | c6 білий слон · d6 білий ферзь · e6 чорний кінь · h5 чорний пішак · c4 білий кінь · e4 біла тура · g4 білий пішак · h4 білий пішак · f3 чорний король · c2 чорний слон · b1 чорний кінь · g1 білий король | c6 білий слон · d6 білий ферзь · e6 чорний кінь · h5 чорний пішак · c4 білий кінь · e4 біла тура · g4 білий пішак · h4 білий пішак · f3 чорний король · c2 чорний слон · b1 чорний кінь · g1 білий король | c6 білий слон · d6 білий ферзь · e6 чорний кінь · h5 чорний пішак · c4 білий кінь · e4 біла тура · g4 білий пішак · h4 білий пішак · f3 чорний король · c2 чорний слон · b1 чорний кінь · g1 білий король | c6 білий слон · d6 білий ферзь · e6 чорний кінь · h5 чорний пішак · c4 білий кінь · e4 біла тура · g4 білий пішак · h4 білий пішак · f3 чорний король · c2 чорний слон · b1 чорний кінь · g1 білий король | 4 |
| 3 | c6 білий слон · d6 білий ферзь · e6 чорний кінь · h5 чорний пішак · c4 білий кінь · e4 біла тура · g4 білий пішак · h4 білий пішак · f3 чорний король · c2 чорний слон · b1 чорний кінь · g1 білий король | c6 білий слон · d6 білий ферзь · e6 чорний кінь · h5 чорний пішак · c4 білий кінь · e4 біла тура · g4 білий пішак · h4 білий пішак · f3 чорний король · c2 чорний слон · b1 чорний кінь · g1 білий король | c6 білий слон · d6 білий ферзь · e6 чорний кінь · h5 чорний пішак · c4 білий кінь · e4 біла тура · g4 білий пішак · h4 білий пішак · f3 чорний король · c2 чорний слон · b1 чорний кінь · g1 білий король | c6 білий слон · d6 білий ферзь · e6 чорний кінь · h5 чорний пішак · c4 білий кінь · e4 біла тура · g4 білий пішак · h4 білий пішак · f3 чорний король · c2 чорний слон · b1 чорний кінь · g1 білий король | c6 білий слон · d6 білий ферзь · e6 чорний кінь · h5 чорний пішак · c4 білий кінь · e4 біла тура · g4 білий пішак · h4 білий пішак · f3 чорний король · c2 чорний слон · b1 чорний кінь · g1 білий король | c6 білий слон · d6 білий ферзь · e6 чорний кінь · h5 чорний пішак · c4 білий кінь · e4 біла тура · g4 білий пішак · h4 білий пішак · f3 чорний король · c2 чорний слон · b1 чорний кінь · g1 білий король | c6 білий слон · d6 білий ферзь · e6 чорний кінь · h5 чорний пішак · c4 білий кінь · e4 біла тура · g4 білий пішак · h4 білий пішак · f3 чорний король · c2 чорний слон · b1 чорний кінь · g1 білий король | c6 білий слон · d6 білий ферзь · e6 чорний кінь · h5 чорний пішак · c4 білий кінь · e4 біла тура · g4 білий пішак · h4 білий пішак · f3 чорний король · c2 чорний слон · b1 чорний кінь · g1 білий король | 3 |
| 2 | c6 білий слон · d6 білий ферзь · e6 чорний кінь · h5 чорний пішак · c4 білий кінь · e4 біла тура · g4 білий пішак · h4 білий пішак · f3 чорний король · c2 чорний слон · b1 чорний кінь · g1 білий король | c6 білий слон · d6 білий ферзь · e6 чорний кінь · h5 чорний пішак · c4 білий кінь · e4 біла тура · g4 білий пішак · h4 білий пішак · f3 чорний король · c2 чорний слон · b1 чорний кінь · g1 білий король | c6 білий слон · d6 білий ферзь · e6 чорний кінь · h5 чорний пішак · c4 білий кінь · e4 біла тура · g4 білий пішак · h4 білий пішак · f3 чорний король · c2 чорний слон · b1 чорний кінь · g1 білий король | c6 білий слон · d6 білий ферзь · e6 чорний кінь · h5 чорний пішак · c4 білий кінь · e4 біла тура · g4 білий пішак · h4 білий пішак · f3 чорний король · c2 чорний слон · b1 чорний кінь · g1 білий король | c6 білий слон · d6 білий ферзь · e6 чорний кінь · h5 чорний пішак · c4 білий кінь · e4 біла тура · g4 білий пішак · h4 білий пішак · f3 чорний король · c2 чорний слон · b1 чорний кінь · g1 білий король | c6 білий слон · d6 білий ферзь · e6 чорний кінь · h5 чорний пішак · c4 білий кінь · e4 біла тура · g4 білий пішак · h4 білий пішак · f3 чорний король · c2 чорний слон · b1 чорний кінь · g1 білий король | c6 білий слон · d6 білий ферзь · e6 чорний кінь · h5 чорний пішак · c4 білий кінь · e4 біла тура · g4 білий пішак · h4 білий пішак · f3 чорний король · c2 чорний слон · b1 чорний кінь · g1 білий король | c6 білий слон · d6 білий ферзь · e6 чорний кінь · h5 чорний пішак · c4 білий кінь · e4 біла тура · g4 білий пішак · h4 білий пішак · f3 чорний король · c2 чорний слон · b1 чорний кінь · g1 білий король | 2 |
| 1 | c6 білий слон · d6 білий ферзь · e6 чорний кінь · h5 чорний пішак · c4 білий кінь · e4 біла тура · g4 білий пішак · h4 білий пішак · f3 чорний король · c2 чорний слон · b1 чорний кінь · g1 білий король | c6 білий слон · d6 білий ферзь · e6 чорний кінь · h5 чорний пішак · c4 білий кінь · e4 біла тура · g4 білий пішак · h4 білий пішак · f3 чорний король · c2 чорний слон · b1 чорний кінь · g1 білий король | c6 білий слон · d6 білий ферзь · e6 чорний кінь · h5 чорний пішак · c4 білий кінь · e4 біла тура · g4 білий пішак · h4 білий пішак · f3 чорний король · c2 чорний слон · b1 чорний кінь · g1 білий король | c6 білий слон · d6 білий ферзь · e6 чорний кінь · h5 чорний пішак · c4 білий кінь · e4 біла тура · g4 білий пішак · h4 білий пішак · f3 чорний король · c2 чорний слон · b1 чорний кінь · g1 білий король | c6 білий слон · d6 білий ферзь · e6 чорний кінь · h5 чорний пішак · c4 білий кінь · e4 біла тура · g4 білий пішак · h4 білий пішак · f3 чорний король · c2 чорний слон · b1 чорний кінь · g1 білий король | c6 білий слон · d6 білий ферзь · e6 чорний кінь · h5 чорний пішак · c4 білий кінь · e4 біла тура · g4 білий пішак · h4 білий пішак · f3 чорний король · c2 чорний слон · b1 чорний кінь · g1 білий король | c6 білий слон · d6 білий ферзь · e6 чорний кінь · h5 чорний пішак · c4 білий кінь · e4 біла тура · g4 білий пішак · h4 білий пішак · f3 чорний король · c2 чорний слон · b1 чорний кінь · g1 білий король | c6 білий слон · d6 білий ферзь · e6 чорний кінь · h5 чорний пішак · c4 білий кінь · e4 біла тура · g4 білий пішак · h4 білий пішак · f3 чорний король · c2 чорний слон · b1 чорний кінь · g1 білий король | 1 |
|   | a | b | c | d | e | f | g | h |   |

FEN: 8/8/2BQn3/7p/2N1R1PP/5k2/2b5/1n4K1

1. Ba4! ~ Zz
1. ... Bxe4 2. Bd1#
- — - — - — -
1. ... Kxe4 2. Bc6#
1. ... Bxa4 2. Dd3#

Вступним ходом білий слон стає в засідку за чорного слона. В тематичному варіанті чорний слон робить такий же по довжині хід в протилежному напрямку, забирає білу туру і блокує поле біля чорного короля. Білий слон з засідки атакує поле «d1» і оголошує мат чорному королю.